# Herzog August Bibliothek
Herzog August Bibliothek (niem. Herzog-August-Bibliothek, „HAB“) w Wolfenbüttel (Dolna Saksonia), znana jako „Herzog August Bibliothek” i „Bibliotheca Augusta”, jest biblioteką o międzynarodowym znaczeniu ze względu na swoją kolekcję ksiąg pochodzących ze średniowiecza i okresu renesansu. Podlega Dolnosaksońskiemu Ministerstwu Nauki i Kultury.

## Historia

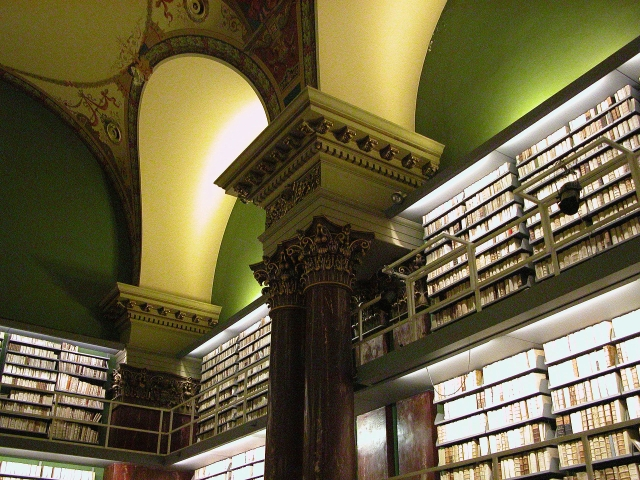
Szczegół sklepienia

Biblioteka została założona w 1572 roku przez księcia Juliusza Brunszwik-Lüneburg (1528 – 1589). W XVII wieku była największą biblioteką na północ od Alp i nazywano ją ósmym cudem świata.
W 2006 roku biblioteka przechowywała 900 000 ksiąg, 350 000 z nich pochodziło z wieków XV-XVIII.

### Znani bibliotekarze
1604–1666 August Młodszy
1691–1716 Gottfried Wilhelm Leibniz
1770–1781 Gotthold Ephraim Lessing
1968–1992 Paul Raabe

## Wybrane rękopisy
- Kodeks Gwelferbytański A
- Kodeks Gwelferbytański B
- Codex Carolinus
- Ewangeliarz Henryka Lwa

## Galeria

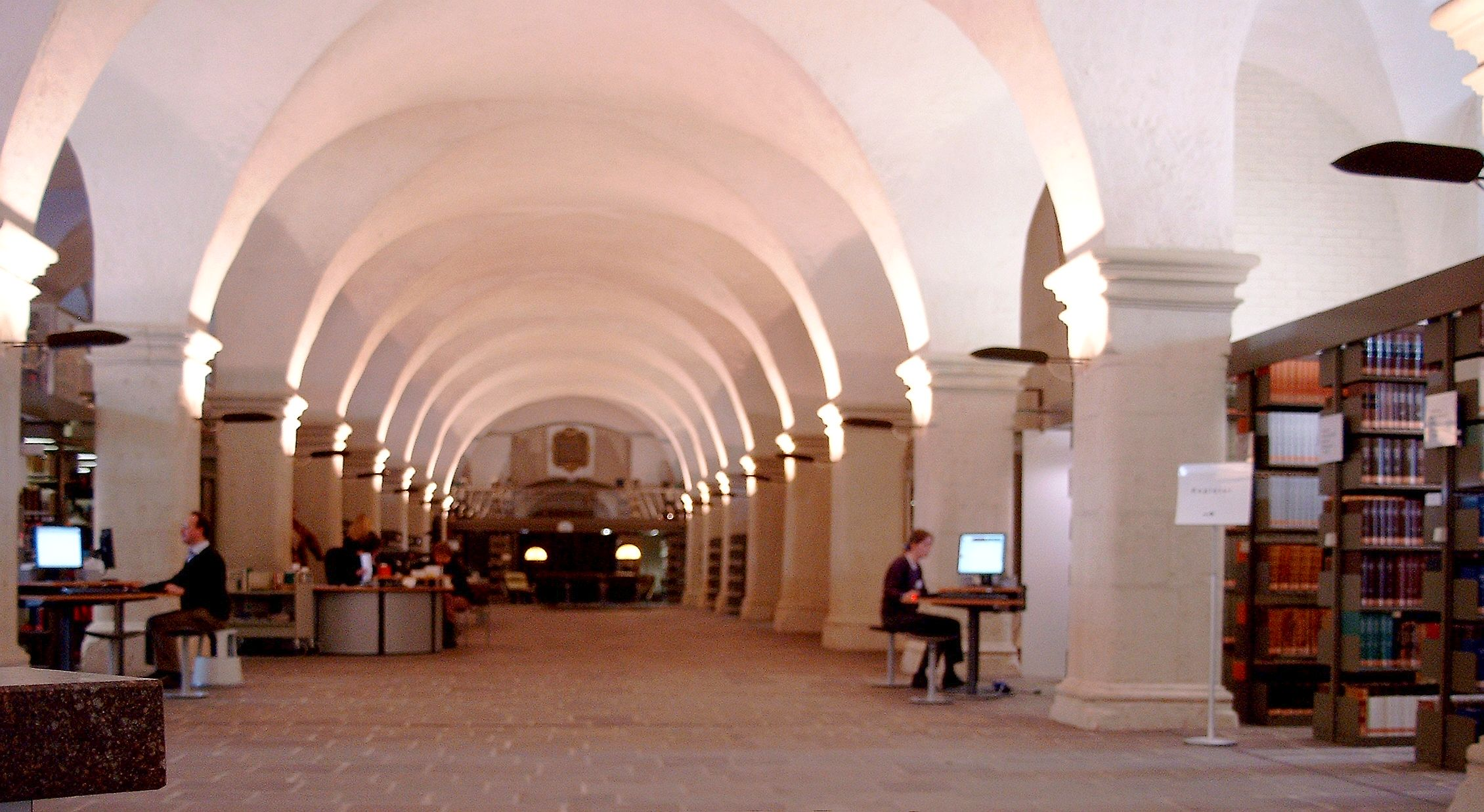
Sala na parterze
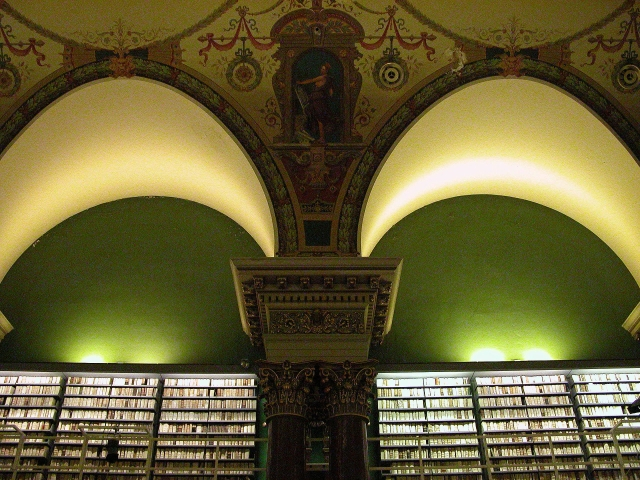
Augusteerhalle, szczegół sklepienia
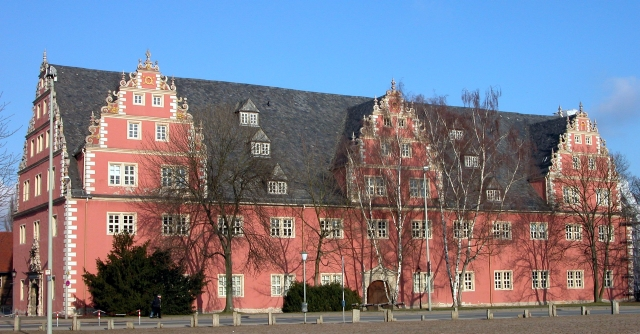
Zeughaus, strona południowa
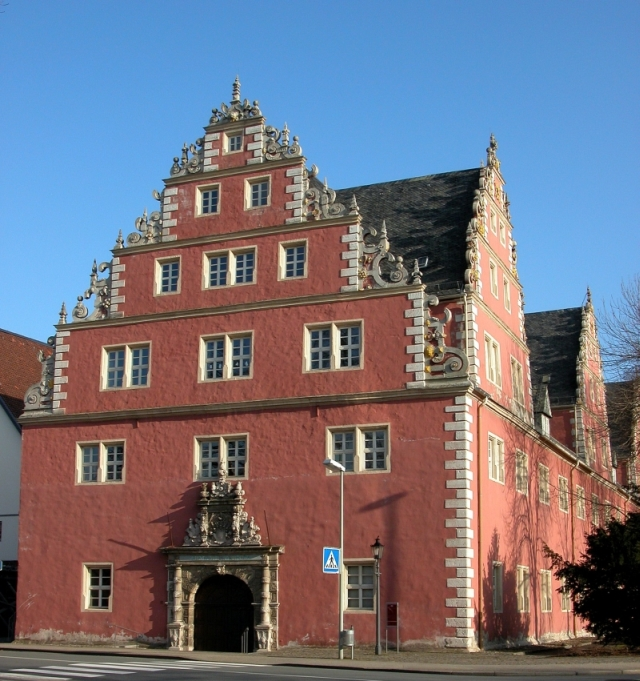
Fasada szczytowa Zeughausu